# Echinochalina favulosa
Echinochalina favulosa är en svampdjursart som beskrevs av Hooper 1996. Echinochalina favulosa ingår i släktet Echinochalina och familjen Microcionidae. Inga underarter finns listade i Catalogue of Life.